# Eutolmus ohirai
Eutolmus ohirai is een vliegensoort uit de familie van de roofvliegen (Asilidae). De wetenschappelijke naam van de soort is voor het eerst geldig gepubliceerd in 1985 door Hradský & Hüttinger.